# Harald Grønningen
Harald Grønningen, född 9 oktober 1934 i Lensvik i Sør-Trøndelag, död 26 augusti 2016 i Lensvik, var en norsk längdåkare som tävlade under 1960-talet.
Grønningen deltog i tre olympiska spel och totalt blev det fem olympiska medaljer. Vid OS 1960 i Squaw Valley blev det silver med det norska stafettlaget. OS 1964 blev det två silver, på 15 kilometer och på 30 kilometer. Hans främsta mästerskap blev OS 1968 i Grenoble där det blev guld både i stafett och på 15 kilometer. Förutom medaljerna slutade Grønningen på sjätte plats på 50 kilometer vid OS 1968. 
Grønningen deltog vidare i två världsmästerskap. Vid VM 1962 i Zakopane slutade han tvåa på 15 kilometer, fyra på 30 kilometer och femma på 50 kilometer. Vid VM 1966 i Oslo körde han andra sträckan i det norska stafettlaget som vann guld. 
1961 fick Grønningen motta Holmenkollenmedaljen för sina insatser i längdåkning.